# Фінал чемпіонату світу з футболу 1934
Фінал чемпіонату світу з футболу 1934 відбувся 10 червня на стадіоні «Стадіо Націонале ПНФ» (Рим). В ньому брали участь збірні Італії й Чехословаччини. Вирішальний гол на п'ятій хвилині додаткового часу забив Анджело Ск'явіо і приніс італійській команді перший в історії титул чемпіонів світу. 

## Шлях до фіналу
| Італія   | Італія  | Етап    | Чехословаччина | Чехословаччина |
| -------- | ------- | ------- | -------------- | -------------- |
|          |         |         |                |                |
| Суперник | Рахунок | Плей-оф | Суперник       | Рахунок        |
| США      | 7–1     | 1/8     | Румунія        | 2–1            |
| Іспанія  | 1–1 1–0 | 1/4     | Швейцарія      | 3–2            |
| Австрія  | 1–0     | 1/2     | Німеччина      | 3–1            |

## Деталі матчу
| 10 червня 1934 17:30 UTC+1 |

| Італія               | 2 – 1 (д.ч.) | Чехословаччина |
| -------------------- | ------------ | -------------- |
| Орсі 81' Ск'явіо 95' | Протокол     | 76' Пуч        |

| «Стадіо Націонале ПНФ», Рим Глядачів: 45,000 Арбітр: Іван Еклінд (Швеція) |

| Італія | Чехословаччина |

|                |                    |  |  |
|                |                    |  |  |
| ВР             | Джанп'єро Комбі    |  |  |
| ЗХ             | Еральдо Мондзельйо |  |  |
| ЗХ             | Луїджі Аллеманді   |  |  |
| ПЗ             | Аттіліо Ферраріс   |  |  |
| ПЗ             | Луїс Монті         |  |  |
| ПЗ             | Луїджі Бертоліні   |  |  |
| НП             | Енріке Гвайта      |  |  |
| НП             | Джузеппе Меацца    |  |  |
| НП             | Анджело Ск'явіо    |  |  |
| НП             | Джованні Феррарі   |  |  |
| НП             | Раймундо Орсі      |  |  |
| Тренер:        |                    |  |  |
| Вітторіо Поццо |                    |  |  |

|             |                    |  |  |
|             |                    |  |  |
| ВР          | Франтішек Планічка |  |  |
| ЗХ          | Йозеф Чтиршокий    |  |  |
| ЗХ          | Ладислав Женишек   |  |  |
| ПЗ          | Рудольф Крчил      |  |  |
| ПЗ          | Штефан Чамбал      |  |  |
| ПЗ          | Йозеф Коштялек     |  |  |
| НП          | Антонін Пуч        |  |  |
| НП          | Олдржих Неєдлий    |  |  |
| НП          | Їржі Соботка       |  |  |
| НП          | Франтішек Свобода  |  |  |
| НП          | Франтішек Юнек     |  |  |
| Тренер:     |                    |  |  |
| Карел Петру |                    |  |  |

## Галерея
| Джанп'єро Комбі й Франтішек Планічка | Гол Анджело Ск'явіо |